# أنطونيو جونسون
أنطونيو جونسون (بالإنجليزية: Antonio Johnson)‏ هو لاعب كرة قدم أمريكية أمريكي، ولد في 8 ديسمبر 1984 في غرينفيل في الولايات المتحدة.

## وصلات خارجية
- أنطونيو جونسون على موقع مرجع كرة القدم المحترفة.كوم (الإنجليزية)